# Смаилтамы
Смаилтамы (каз. Смайылтамы) — упразднённое село в Кармакшинском районе Кызылординской области Казахстана. Упразднено в 2018 г. Входило в состав Жанажолского сельского округа. Код КАТО — 434643200.

## Население
В 1999 году население села составляло 14 человек (5 мужчин и 9 женщин). По данным переписи 2009 года, в селе проживало 35 человек (18 мужчин и 17 женщин).